# Mughiphantes pyrenaeus
Mughiphantes pyrenaeus là một loài nhện trong họ Linyphiidae.
Loài này thuộc chi Mughiphantes. Mughiphantes pyrenaeus được J. Denis miêu tả năm 1953.